# بی‌ساید (کالیفرنیا)
بِی‌ساید (به انگلیسی: Bayside) یک منطقهٔ مسکونی در ایالات متحده آمریکا است که در شهرستان هامبولت، کالیفرنیا واقع شده‌است. بی‌ساید ۱۰ متر بالاتر از سطح دریا واقع شده‌است.